# Recopa Sudamericana 1992
De Recopa Sudamericana 1992  was de 4e editie van de Zuid-Amerikaanse supercup die jaarlijks gespeeld wordt in het Zuid-Amerikaanse voetbal tussen de winnaars van CONMEBOL competities Copa Libertadores en Supercopa Sudamericana.

## Gekwalificeerde teams
| Team      | Kwalificatie                        | Vorige deelnames |
| --------- | ----------------------------------- | ---------------- |
| Colo-Colo | Winnaar Copa Libertadores 1991      | geen             |
| Cruzeiro  | Winnaar Supercopa Sudamericana 1991 | geen             |

## Wedstrijdinformatie
|               |                                                                             |       |                                               |                                                                                            |
| 19 april 1992 | Colo-Colo                                                                   | 0 – 0 | Cruzeiro                                      | Universiade Memorial Stadium, Kobe Toeschouwers: 60.000 Scheidsrechter: Juan Escobar (PAR) |
| 19 april 1992 |                                                                             |       |                                               | Universiade Memorial Stadium, Kobe Toeschouwers: 60.000 Scheidsrechter: Juan Escobar (PAR) |
| 19 april 1992 | Strafschoppen                                                               |       |                                               | Universiade Memorial Stadium, Kobe Toeschouwers: 60.000 Scheidsrechter: Juan Escobar (PAR) |
| 19 april 1992 | Claudio Borghi Héctor Adomaitis Javier Margas Eduardo Vilches Jaime Pizarro | 5 – 4 | Nonato Boiadeiro Charles Paulo Roberto Paulão | Universiade Memorial Stadium, Kobe Toeschouwers: 60.000 Scheidsrechter: Juan Escobar (PAR) |

1989 · 1990 · 1991 · 1992 · 1993 · 1994 · 1995 · 1996 · 1997 · 1998 · 1999 · 2000 · 2001 · 2002 · 2003 · 2004 · 2005 · 2006 · 2007 · 2008 · 2009 · 2010 · 2011 · 2012 · 2013 · 2014 · 2015 · 2016 · 2017 · 2018 · 2019 · 2020 · 2021 · 2022